# Elvange (Francja)
Elvange (niem. Elwingen) – miejscowość i gmina we Francji, w regionie Grand Est, w departamencie Mozela.
Według danych na rok 1990 gminę zamieszkiwało 337 osób, a gęstość zaludnienia wynosiła 47 osób/km² (wśród 2335 gmin Lotaryngii Elvange plasuje się na 718. miejscu pod względem liczby ludności, pod względem powierzchni natomiast na miejscu 818.).